# Грибовка (Тульская область)
Грибовка — село в Венёвском районе Тульской области России.
В рамках административно-территориального устройства входит в Урусовский сельский округ Венёвского района, в рамках организации местного самоуправления включается в Центральное сельское поселение.

## География
Расстояние до районного центра Венёв по автодороге — 16 км.
Ближайшие населённые пункты — Поветкино, по автодороге 3 км, Артёмовка — 1 км, Подхожее — 4 км, Островки — 5 км.

## История
Ранее входило в состав Урусовского сельского округа (п. Островки, с. Урусово, с. Грибовка) муниципального образования «Озеренское».

## Население
| 2010 |
| ---- |
| 21   |

В  1857 году  в  селе  проживало 815 жителей,  в  1916 году —  1605 жителей, в  2000 году — 52  жителя, на 2024 год в селе проживает 14 постоянных жителя.

## Сельское хозяйство
Производство представлено ООО «Венёвское» и ещё 3 фермерскими хозяйствами,
выращивают картофель, зерновые, кукурузу;также имеется скотоводство.

## Инфраструктура
В 1977 году был проложен водопровод совхозом "Веневским", в 1996 году перестал функционировать, в 2000-х водонапорные башни срезали, водопровод в селе отсутствует, люди пользуются колодцами.
До с. Грибовка имеется асфальтированная дорога от д. Островки протяжённостью 5 км. От Федеральной трассы Р132 "Золотое кольцо" возле Грибовки проходит асфальтированная дорога протяжённостью 15 км до закрытой и затопленной шахты «Бельцевская»,в настоящее время бесхозная и в плохом состоянии, также проходила однопутная ж/д ст. Венёв — ш. «Прогресс» — ш. «Бельцевская», пути разобраны, осталась только насыпь

## Промышленность
В 1970-х была построена шахта "Бельцевская" в 2 км. восточнее с.Грибовка треста Новомосковск-уголь, в 1999 году затоплена, в 2006 году разобрана.В 2018 году построена сеть скважин для питания водой населенных пунктов Новомосковской агломерации, трубы проходят через с.Грибовка.

## Русская православная церковь
В с. Грибовка находится заброшенная церковь Архангела Михаила 1884 г.

## Известные уроженцы
- Котов-Легоньков, Павел Михайлович  (1899—1970) — советский военный деятель, генерал-полковник (1961).